# Lac de Bientina
Le lac de Bientina (italien : lago di Bientina) également connu sous le nom de lac de Sesto était un lac des provinces de Lucques et Pise, en Toscane, en Italie. Le lac de Bientina était le plus grand lac de Toscane avant son assèchement au milieu du XIXe siècle. Il était situé au nord de la ville de Bientina, entre Lucques et Pise, et couvrait une superficie d'environ 36 km2. 

## Géographie
Le lac se trouvait dans une large vallée entre deux ensembles de collines, le Monte Pisano à l'ouest et le Monte Carlo à l'est. Depuis l’Antiquité, le lac de Bientina était divisé en deux parties: une vaste étendue d’eau permanente au nord, appelée Chiaro, et une zone marécageuse au sud drainée pendant la saison sèche, appelée Padule,. En raison de la faible profondeur de la vallée, la taille du lac varie considérablement d’une saison à l’autre, de 16 km2 pendant les périodes de sécheresse sévères jusqu'à 96 km2 lors des inondations. Sa superficie moyenne était de 36 km2.
Le lac était alimenté du nord par le fleuve Serchio, également connu sous le nom d'Auser. À l'extrémité sud, les écoulements du Padule alimentaient une petite rivière , la Serezza, qui se déversait dans le fleuve  Arno plusieurs kilomètres en aval, puis se jetait dans la mer de Ligurie .

## Histoire ancienne (jusqu'en 1559)
Plusieurs tombes étrusques sont découvertes dans la zone, autrefois recouverte par le lac, ce qui indique que celui-ci dans les temps anciens était probablement à un niveau bas . Les premières références de l'existence d'un lac au nord de Bientina datent du VIIe siècle apr. J.-C. Il existe des récits d'une ville romaine nommée « Sextum » qui a été submergée pour former le lac, mais il n'existe aucune preuve documentaire de l'existence de cette ville. Cependant, on pense que les Romains ont construit des canaux pour favoriser l'écoulement du lac et que le niveau du lac était probablement bas pendant la période romaine. 
Pendant la période médiévale, l'abbaye de San Salvatore située près de la ville de Sesto longeait les rives du lac. Documentée pour la première fois au milieu du VIIIe siècle, l'abbaye obtient l’immunité de l’ empereur romain Otto III en 996, contrôlant les terres dispersées jusqu'en Corse. Cependant, les droits de pêche dans le lac, notamment dans le marais Padule, sont contrôlés par la ville de Bientina.
Tout au long de la Renaissance et du siècle des Lumières, le Lago di Bientina marque la frontière entre la cité-État de Lucques et la république de Florence, remplacée plus tard par le duché de Toscane .

## Efforts de drainage (1560-1859)

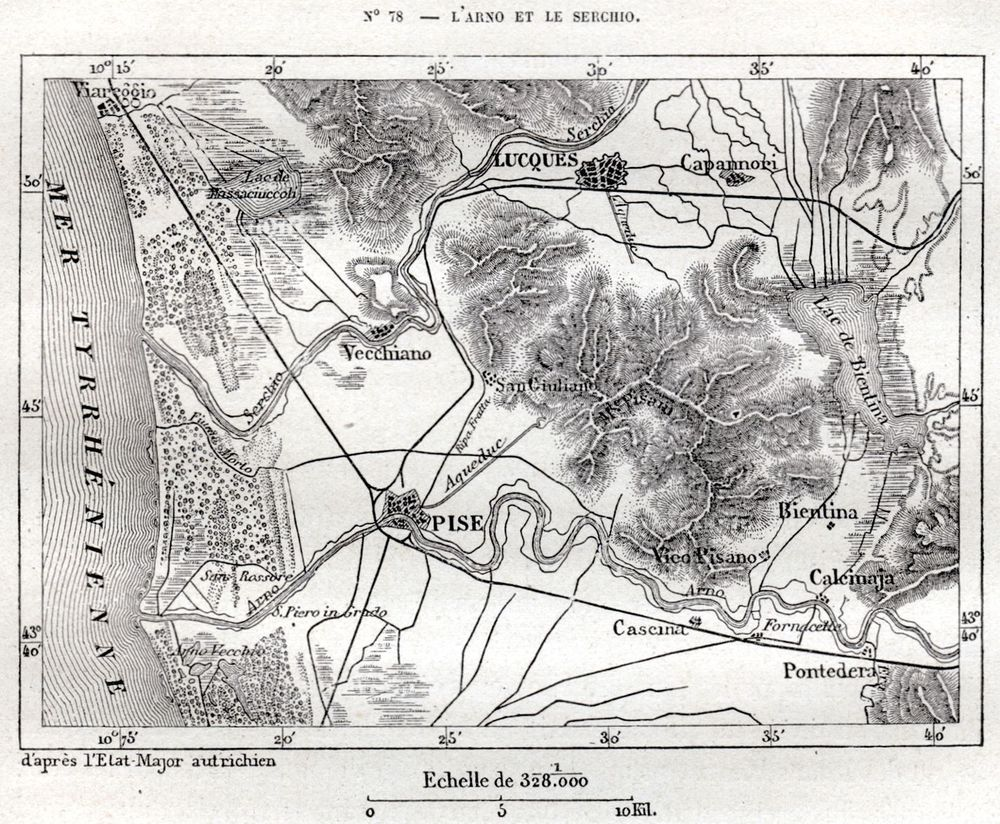
Carte du lac de Bientina et de ses environs au début des années 1800, avant le drainage.

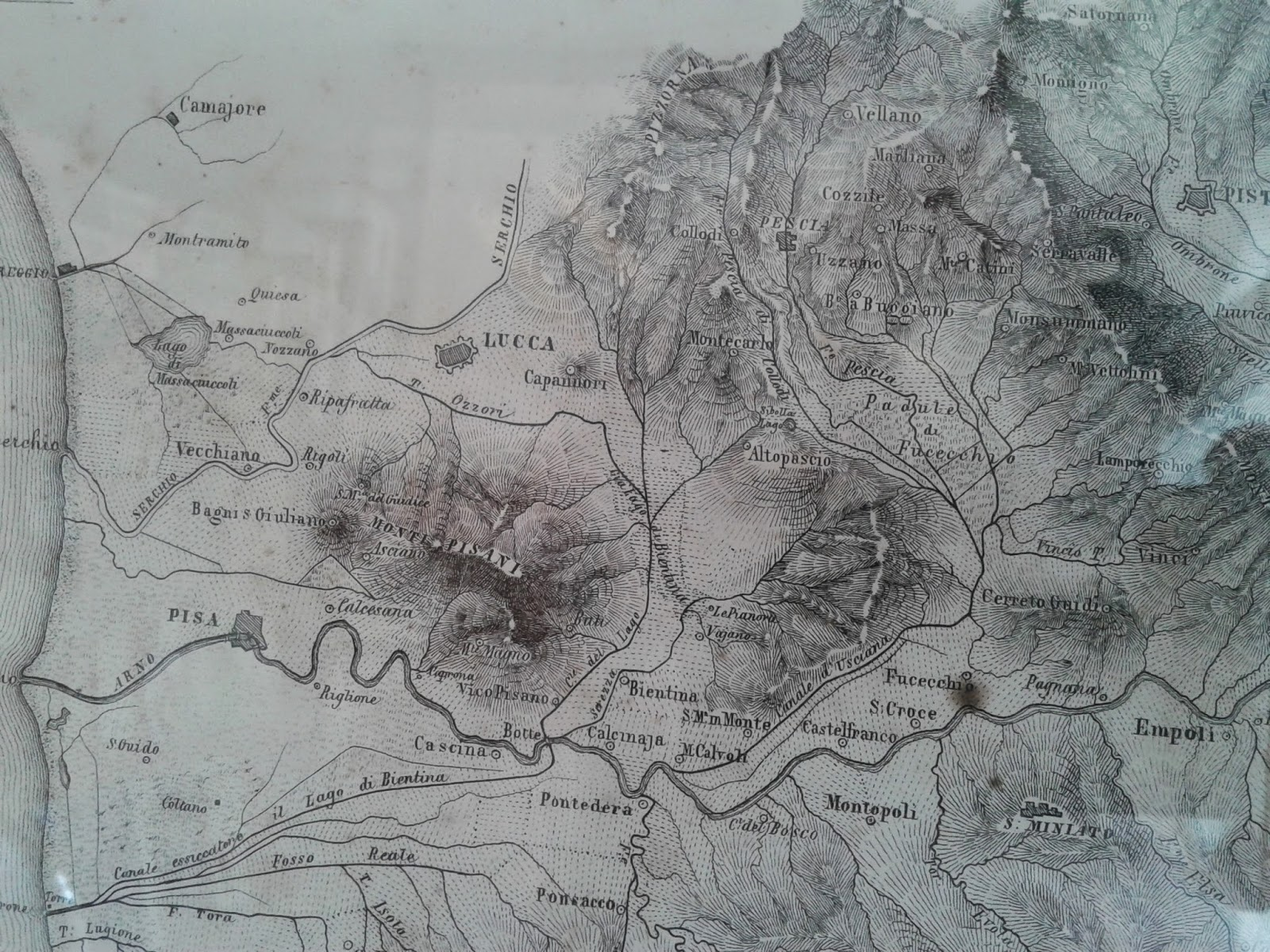
Carte de l'ancien lac de Bientina et de ses environs à la fin des années 1800, après drainage, montrant les canaux et la Botte.

En raison des inondations régulières et du fait que le marais Padule est cause de paludisme, des discussions sur l’amélioration du drainage du lac débutent dans les années 1500,. En 1560, Cosimo III de Médicis, grand-duc de Florence, décide avec le gouvernement de Lucques de creuser au sud du lac, un canal plus large de la Serezza vers l'Arno. Ce travail est achevé en août 1562, abaissant considérablement le niveau du lac et ouvrant des milliers d'acres à la culture,. Ensuite, le canal précédent, connu sous le nom de Serezza Vecchia, ou vieille Serezza est fermé. En raison de modifications ultérieures apportées au cours de l'Arno, le nouveau canal perd rapidement de son efficacité et le Vieux Serezza doit être rouvert. 
Dans les années 1700, la population de Toscane augmente considérablement, nécessitant un nouveau projet d'assèchement du Lago di Bientina afin d'augmenter la quantité de terres cultivables. Sous la direction du grand-duc Francesco di Lorena, plusieurs canaux conçus par l'ingénieur et mathématicien Leonardo Ximenes sont creusés vers l'Arno, . Des inondations autour du lac en 1768, incitent le gouvernement lucchois à créer une commission chargée de résoudre le problème. En effet, lorsque l’Arno est en crue, les canaux sont susceptibles de provoquer par le reflux des eaux une augmentation des inondations dans la zone du Lago di Bientina. 
À cette époque, le lac était bien connu pour ses anguilles et sa population d'oiseaux aquatiques, en particulier de foulques. En 1837, les disputes persistantes entre les gouvernements lucchois et florentin sur les droits de pêche amènent la population de Lucques à suggérer la construction d'un mur divisant le lac en deux, mais cela n'a jamais été réalisé.

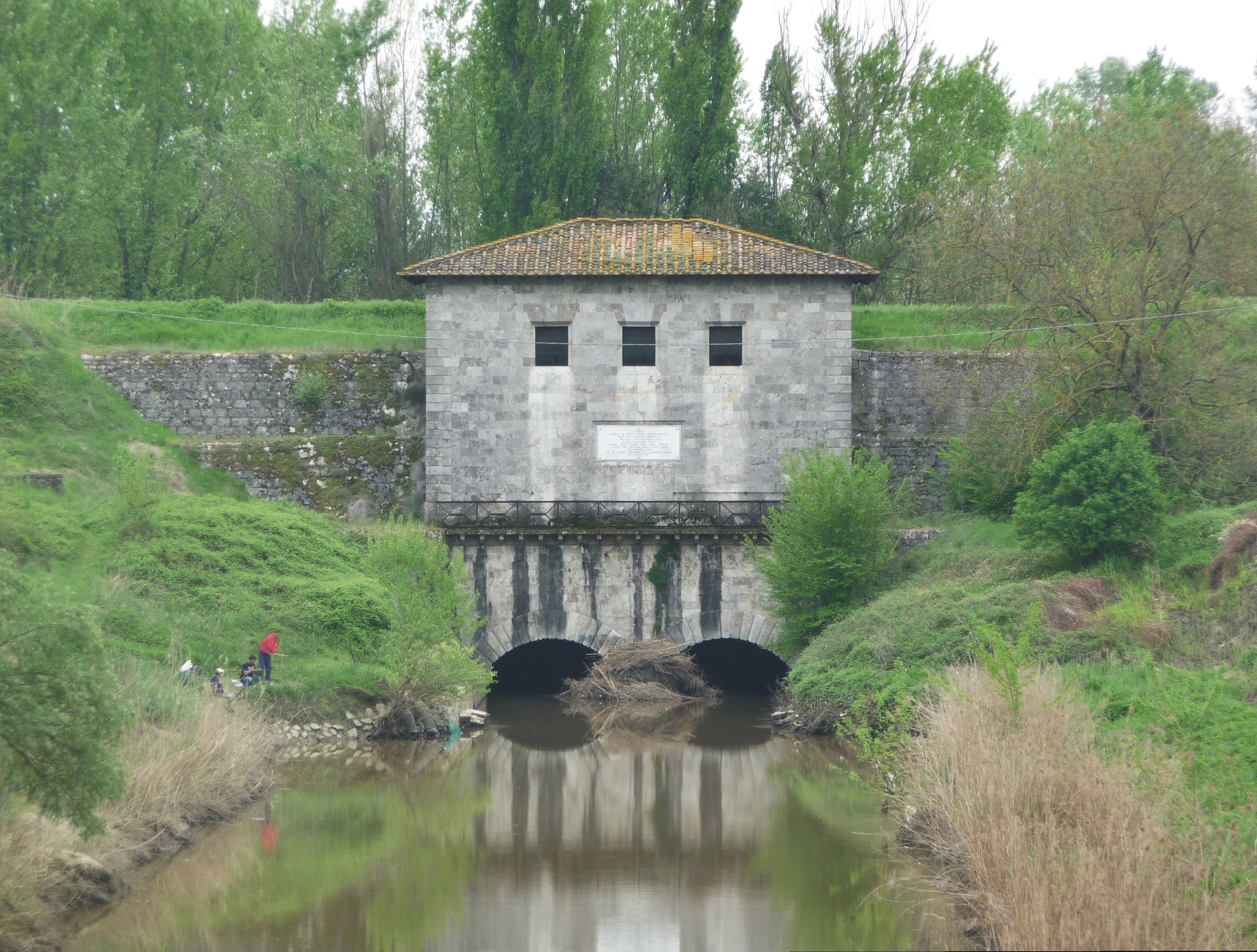
Vue contemporaine de La Botte, qui porte les eaux de la vallée de Bientina sous l'Arno

En 1852, le grand-duc Léopold II ordonne la construction d'une Botte « tonneau » et d'un canal sous l'Arno pour acheminer directement les eaux jusqu'à la mer. Cette idée avait été proposée pour la première fois en 1699 par un ingénieur appelé Ciaccheri, mais n'avait pas été réalisée à cause de son coût élevé. Entre 1852 et 1859, un nouveau canal, le Canale Imperiale, est creusé sous la direction de l'ingénieur Alessandro Manetti. Le canal connu sous le nom de La Botte a été construit sous l'Arno. Il consiste en un siphon à double canon de 250 mètres de long, inauguré en décembre 1859. L'assèchement du Lago di Bientina par drainage direct depuis la vallée du Lago di Bientina vers la mer de Ligurie est ainsi réalisé.

## Historique post-drainage (1860 – présent)
Au moment de l’unification italienne, les terres drainées sont converties en terres agricoles et réparties entre les métayers. Cependant, au fil des années, l'efficacité du système de drainage diminue en raison de fuites et de défaillances mécaniques. En 1907, il devient nécessaire de créer une commission chargée d'installer des pompes mécaniques pour assurer le drainage continu. Entre 1915 et 1930, des travaux sont réalisés pour élargir et creuser les canaux jusqu’à La Botte et sous l'Arno. 
Après la Seconde Guerre mondiale, la dégradation du système de drainage a été accélérée par le développement de l'industrie et par une augmentation des rejets civils. En 1967, la région risquait de redevenir marécageuse. Cette situation considérée comme intenable en raison de la forte population et de l’importance de l’industrie, un plan est élaboré pour maintenir la remise en état du fond du lac. Celui-ci est présenté au ministère de l'Agriculture et des Forêts en 1974  mais n’est pas complètement mis en œuvre. La région, qui est principalement constituée de terres agricoles, subit toujours des inondations régulières après les fortes pluies. Pendant la saison sèche, cependant, seuls les canaux et une petite colline au centre de la plaine, qui était auparavant une île appelée Isola di San Benedetto, témoignent de l'existence du lac,. 

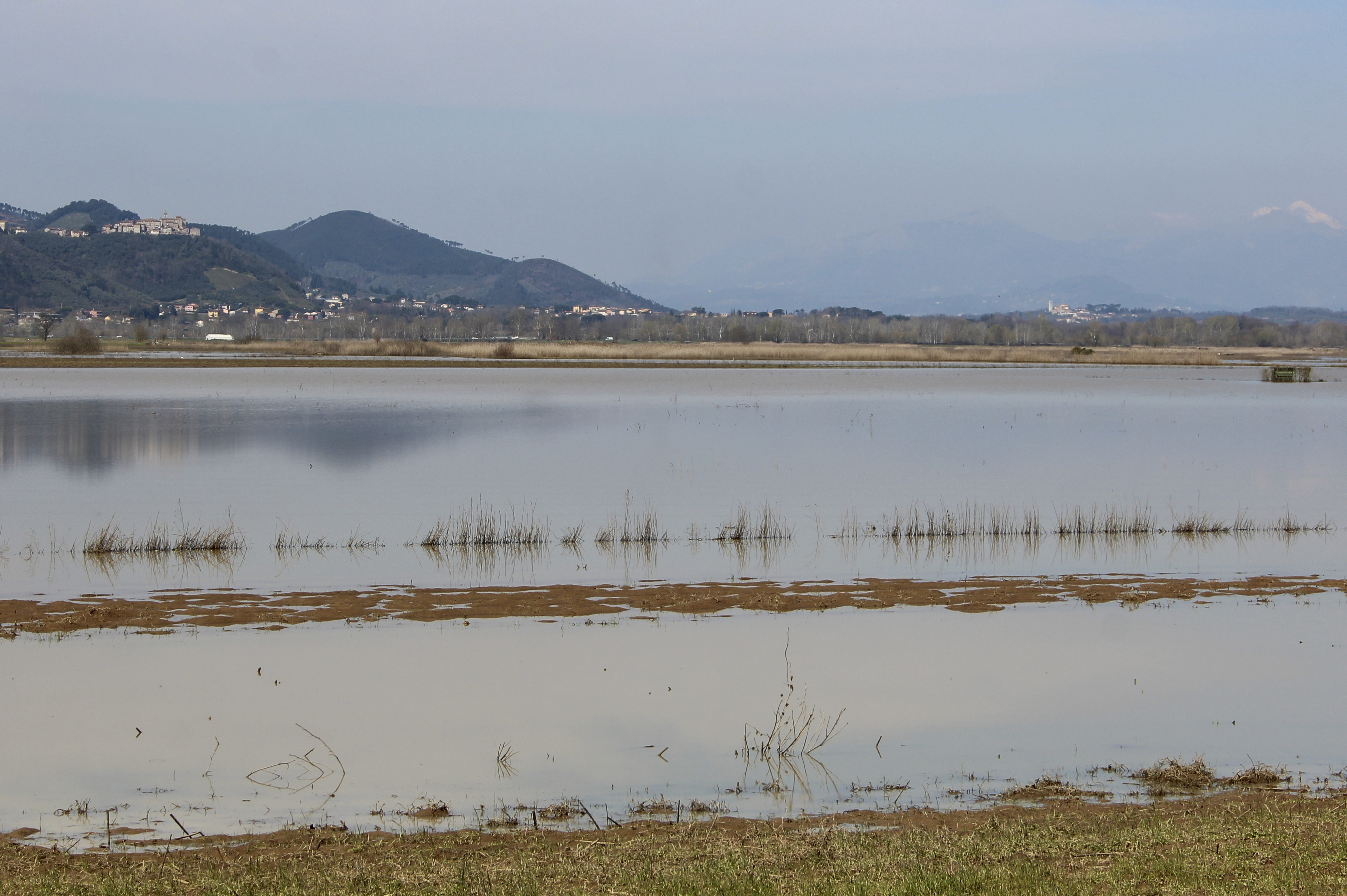
Lac de Bientina en 2018